# Gare de Jōetsumyōkō
La gare de Jōetsumyōkō (上越妙高駅, Jōetsumyōkō-eki) est une gare ferroviaire située à Jōetsu, dans la préfecture de Niigata au Japon. Elle a été construite pour le deuxième tronçon de la ligne Shinkansen Hokuriku et a été inaugurée le 14 mars 2015.

## Situation ferroviaire
Gare d'échange, la gare de Jōetsumyōkō est située au point kilométrique (PK) 206,9 de la ligne Shinkansen Hokuriku.

## Histoire
La gare de Jōetsumyōkō a été inaugurée le 14 mars 2015.

## Service des voyageurs

### Accueil
La gare dispose d'un bâtiment voyageurs, avec guichets, ouvert tous les jours de 5h30 à 22h40.

### Desserte
- Ligne Myōkō Haneuma :
  - voie 1 : direction Myōkō-Kōgen
  - voie 2 : direction Naoetsu
- Ligne Shinkansen Hokuriku :
  - voies 11-12 : direction  Nagano, Takasaki et Tokyo
  - voies 13-14 : direction  Kanazawa et Tsuruga